# 132791 Jeremybauman
132791 Jeremybauman este o planetă minoră (asteroid), cu un diametru de 5,643 km, din centura de asteroizi. A fost descoperită pe 11 august 2002 la Observatorio de Cerro Tololo⁠(d) de Marc Buie⁠(d). 
Obiectul prezintă o orbită caracterizată de o semiaxă mare de 3,0871476559182 UAi, o excentricitate de 0,23720463075113, o înclinație de 1,7280293706647 ° în raport cu ecliptica.